# ルチアーノ・デ・セッコ
ルチアーノ・デ・セッコ（Luciano De Cecco, 1988年6月2日 - ）は、アルゼンチン・サンタフェ出身の男子バレーボール選手。ポジションはセッター。アルゼンチン代表。日本では「ルシアノ・デセッコ」などとも表記される。

## 来歴
2006年にアルゼンチン代表に選出されると、2009年辺りから正セッターに定着し、世界選手権2010ではアルゼンチンの高速バレーの司令塔として9位入賞に貢献すると、2011年ワールドリーグと同年ワールドカップでベストセッター賞を受賞。2012年ロンドンオリンピックに出場した。
また、クラブでは2013年チャレンジカップでピアチェンツァの優勝に貢献するとともにMVPを獲得。2014年にペルージャに移籍し、ヨーロッパチャンピオンシップ5位入賞に貢献した。
2015年、ワールドカップではアルゼンチン代表のキャプテンを務める。
2021年、東京オリンピックでもキャプテンを務め、チームを銅メダルに導き、自身もドリームチームのベストセッターに選出された。
2024年、モデナに加入。

## 球歴
- オリンピック - 2012年（5位）、2016年（5位）、2021年（銅メダル）
- 世界選手権 - 2010年（9位）、2014年（11位）、2018年（15位）
- ワールドカップ - 2007年（7位）、2011年（7位）、2015年（5位）
- 南米選手権 - 2007年、2009年、2011年、2013年（銀メダル、銀メダル、銀メダル、銀メダル）

## 所属クラブ
- ヒムナシア・ラ・プラタ（2005-2006年）
- シウダー・デ・ボリバル（2006-2007年）
- ガベカ・モンティキアーリ（2007年）
- CAベルグラーノ（2007-2008年）
- トップ・ラティーナ（2008-2009年）
- ディナモ・ヤンタリ・カリーニングラード（2009-2010年）
- シウダー・デ・ボリバル（2010-2011年）
- ガベカ・モンツァ（2011-2012年）
- パッラヴォーロ・ピアチェンツァ（2012-2014年）
- シル・サフェーティ・ペルージャ（2014-2020年）
- ASバレー・ルーベ（2020-2024年）
- モデナ・バレー（2024-）